# パシフィック・リム法律・政策雑誌
『パシフィック・リム法律・政策雑誌』（パシフィック・リムほうりつ・せいさくざっし、Pacific Rim Law & Policy Journal）は、ワシントン大学(ワシントン州)法科大学院によって発行されている年3回刊の学術雑誌。同誌は、Cambridge Scientific Abstracts、EBSCOhost、Academic Search Complete、ProQuest、Westlaw、HeinOnlineなど各種の学術論文データベースの採録対象となっている。
『パシフィック・リム法律・政策雑誌』が取り上げる主題は多岐にわたり、独占禁止法、国法学/憲法学、企業統治論、環境法、知的財産権法、人権法などが含まれる。同誌が取り上げる主題は、地域としては東アジア、オセアニア、ロシア、東南アジアに関するものである。これに加えて、環太平洋地域（パシフィック・リム）にかかる中央アメリカや南アメリカの国々や、地域内の国際水域に関わる主題も扱われる。同誌は、法科大学院の学生によって編集されている。現在の編集者代表は、ティア・アネジャ・サージェント (Tia Aneja Sargent) である。
『パシフィック・リム法律・政策雑誌』は、日本法の専門家であったワシントン大学教授ダン・フェンノ・ヘンダーソン (Dan Fenno Henderson) によって1990年から準備され、1992年に創刊された。